# Gata (Noorwegen)
Gata is een plaats in de Noorse gemeente Stange, fylke Innlandet. Gata telt 516 inwoners (2007) en heeft een oppervlakte van 0,73 km².
Bottenfjellet · Ilseng · Gata · Ottestad · Romedal · Stange · Sørbygdafeltet · Tangen